# Eucyclops borealis
Eucyclops borealis is een eenoogkreeftjessoort uit de familie van de Cyclopidae. De wetenschappelijke naam van de soort is voor het eerst geldig gepubliceerd in 2001 door Ishida.